# Nils Stolzlechner
Nils Stolzlechner (* 5. Mai 1962) ist ein ehemaliger US-amerikanischer Skispringer, danach Windsurfer und Kitesurfer.

## Werdegang
Stolzlechners Vater Hans stammte aus Kitzbühel und war Skilehrer. Seine Mutter Greta kam aus Santa Barbara. Beide hatten sich durch Toni Sailer kennengelernt. Das Paar trennten sich nach zwölf Jahren und Nils Stolzlechners blieb zunächst bei seinem Vater in Österreich, während die Schwestern Dorli und Nina mit der Mutter in die Vereinigten Staaten zogen. Er absolvierte die Internatsschule für SchisportlerInnen Stams, musste wegen einer Knieverletzung im Alter von 18 Jahren aber auf eine weitere Laufbahn in Österreich verzichten und zog daher ebenfalls in die USA.
Sein internationales Debüt gab Stolzlechner bei der Nordischen Skiweltmeisterschaft 1982 in Oslo, bei der er am Ende den 44. Platz von der Groß- und den 54. Platz von der Normalschanze erreichte. Im Teamspringen erreichte er gemeinsam mit Jeff Hastings, Reed Zuehlke und John Broman den 5. Platz.
Am 13. März 1983 konnte Stolzlechner mit einem zweiten Rang beim Europacup-Wettbewerb auf der Hochfirstschanze das beste Tagesergebnis seiner Laufbahn erzielen. Am 26. März 1983 erreichte er in Planica den 12. Platz und damit auch seine ersten Weltcup-Punkte. In den folgenden zwei Saisons trat Stolzlechner erfolglos bei der Vierschanzentournee an, bevor er am 8. Januar 1985 mit dem 8. Platz von der Normalschanze in Cortina d’Ampezzo das beste Weltcupresultat seiner Karriere erzielen konnte. Am Ende der Saison 1984/85 belegte er gemeinsam mit Gennadi Prokopenko und seinem Landsmann Dennis McGrane den 49. Platz in der Weltcup-Gesamtwertung.
Bei der Nordischen Skiweltmeisterschaft 1985 in Seefeld in Tirol erreichte er auf der Normalschanze den 25. Platz. Im Teamspringen erreichte er gemeinsam mit Mark Konopacke, Rick Mewborn und Mike Holland den 5. Platz.
In der folgenden Saison nahm Stolzlechner noch einmal an der Vierschanzentournee 1985/86 teil. Da er jedoch bei dieser erfolglos blieb, beendete er im Anschluss an die Tournee seine aktive Skisprungkarriere.
Nils Stolzlechner wechselte danach die Sportart und holte bei den IFCA Weltmeisterschaften in Tarifa 1997 den 4. Gesamtrang und wurde so Mitglied einer kleinen Gruppe von Sportlern die in zwei verschiedenen Sportarten an Weltmeisterschaften teilnahmen. Im Jahr 2001 wechselte er nochmals die Sportart zu Kitesurfen. Als nun 47-Jähriger wurde er beim Weltcup 2009 in Sylt bei der Racing Disziplin Achter und schloss die Saison im Weltcup als 19. ab. Nils Stolzlechner entwirft außerdem Surfboarde und vermarktet sie unter dem NJS Designs-Logo. Er ist außerdem im Hotelmanagement tätig.

## Privates
Stolzlechner war neun Jahre mit einer Schweizerin verheiratet und hat durch diese Verbindung die beiden Töchter Alexandra und Victoria.

## Erfolge

### Weltcup-Platzierungen
| Saison  | Platz | Punkte |
| ------- | ----- | ------ |
| 1982/83 | 57.   | 4      |
| 1984/85 | 49.   | 8      |